# Eyuphuro
Eyuphuro (en makhuwa remolí) és un grup musical de Moçambic. La música del grup és una combinació de música tradicional africana com la marrabenta i música popular occidental. El grup canta principalment en makhuwa, una llengua bantu.

## Història
El grup fou fundat en 1981 per Omar Issa, Gimo Remane i Zena Bacar. Van treure el seu disc més reeixit, Mama Mosambiki després de la seva dissolució en 1990. En 1998 la cantant Zena Bacar va refundar Eyuphuro novament amb Issufo Manuel, Belarmino Rita Godeiros, Jorge Cossa, Mahamudo Selimane, Firmino Luis Hunguana i en 2001 va treure un nou àlbum, Yellela.

## Discografia
Àlbums
- Mama Mosambiki (1990)
- Yellela (2001)

Artista col·laboradpr
- Unwired: Africa (2000, World Music Network)
- The Rough Guide to Acoustic Africa (2013, World Music Network)